# Elya Baskin
Ilya Zalmanovich Baskin (letón : Iļja Baskins , ruso : Илья́ (Э́лиа) За́лманович Ба́скин ; nacido el 11 de agosto de 1950), conocido como Elya Baskin, es un actor estadounidense nacido en la Unión Soviética. Primero llamó la atención por su papel en Moscow on the Hudson (1984), como el mejor amigo del personaje de Robin Williams. Es más conocido por interpretar al casero de Peter Parker, Mr. Ditkovich, en Spider-Man 2 y Spider-Man 3.

## Biografía
Baskin nació en una familia judía en Riga , RSS de Letonia , Unión Soviética , hijo de Frieda y Zalman Baskin. Asistió al prestigioso Colegio de Teatro y Artes de Variedades de Moscú y ganó un Premio del Festival de Jóvenes Actores en el Teatro de Comedia de Moscú.
Emigró a los Estados Unidos en 1976. Ha desarrollado una carrera considerable en televisión y cine, y a menudo es elegido como personajes de Europa del Este. 

## Filmografía
- Telegram (Телеграмма) (1972) – profesor (no acreditado)
- Not a Word About Football (Ни слова о футболе) (1974) – profesor de música
- Three Days in Moscow (Три дня в Москве) (1974) – transeúnte
- The World's Greatest Lover (1977) – actor con mal aliento
- Butch and Sundance: The Early Days (1979) – contable
- Being There (1979) – Karpatov
- Raise the Titanic (1980) – Marganin
- American Pop (1981) – Tuba Player
- Moscow on the Hudson (1984) – Anatoly Cherkasov
- 2010 (1984) – Maxim Brailovsky
- The Name of the Rose (1986) – Severinus
- Streets of Gold (1986) – Klebanov
- Combat High (1986) – intérprete
- Vice Versa (1988) – Kerschner
- Zits (1988) – Timoshenko
- DeepStar Six (1989) – Burciaga
- The Slice of Life (1989) – extranjero
- Enemigos, una historia de amor (Enemies, a Love Story) (1989) – Yasha Kobik
- The Pickle (1993) – taxista ruso
- Love Affair (1994) – capitán de barco
- New York Skyride (1994)
- Spy Hard (1996) – Profesor Ukrinsky
- Forest Warrior (1996) – Buster
- Austin Powers: International Man of Mystery (1997) – General Borschevsky
- Air Force One (1997) – Andrei Kolchak
- October Sky (1999) – Ike Bykovsky
- Running Red (1999) – Strelkin
- Thirteen Days (2000) – Anatoly Dobrynin
- Heartbreakers (2001) – Vladimir, Kremlin Waiter
- 50 Ways to Leave Your Lover (2004) – Dr. Stepniak
- Spider-Man 2 (2004) – Mr. Ditkovich
- Wheelmen (2005) – Vladimir
- Confessions of a Pit Fighter (2005) – Nick
- The Elder Son (2006) – Tío Fedya
- Color of the Cross (2006) – Caiphas
- Spider-Man 3 (2007) – Mr. Ditkovich
- The Dukes (2007) – Murph
- Say It in Russian (2007) – Victor
- God's Smile or The Odessa Story (2008) – Tad, a lawyer
- Angels & Demons (2009) – Cardenal Petrov
- Transformers: Dark of the Moon (2011) – Cosmonauta Dimitri
- Jimmy P: Psychotherapy of a Plains Indian (2013) – Dr. Jokl
- The Hive (2014) – Yuri Yegorov
- Silent Screams (2015) – Andrei
- Supervivencia (2020) – Boranovic

## Apariciones en televisión
- Big School-Break (Большая перемена) (1972) – estudiante
- MacGyver (1986–1987) – Yuri Demetri
- Roseanne (1989) – extranjero
- True Blue (1989–1990) – Yuri
- Northern Exposure (1991) – Nikolai Appolanov
- Quantum Leap (1991) – Mayor Yuri Kosenko
- The Larry Sanders Show (1995) – Nicolae
- Ellen (1996) – Sergei
- Walker, Texas Ranger (1993–1996) – Cabo Yuri Petrovsky / Misha
- Mad About You (1996–1997) – Vladimir
- Felicity (1999) – Bela
- Becker (1999–2000) – Alexi
- The Invisible Man (2001) – Dimitri Yevchenko
- Deadly Force 2 (Убойная сила-2) (2001) – Makarov
- The West Wing (2005) – Mr. Zubatov
- Criminal Minds (2007) – Arseny Lysowsky
- Heroes (2007) – Ivan Spector
- Rizzoli & Isles (2012–2013) – Dr. Vladmir Papov
- Castle (2014) – Sergei Vetotchkin
- The San Pedro Beach Bums
- MacGyver (2016) – Alexander Orlov
- Madam Secretary (2017) – Dito Pirosmani
- Homeland (2018) – Viktor, embajador ruso
- Stranger Things (2021) - amigo ruso de Hopper